# Jane Kaczmarek
Jane Frances Kaczmarek (Milwaukee, 21 de dezembro de 1955) é uma atriz norte-americana.
Ficou conhecida por interpretar Lois, a mãe super-rígida de Malcolm na série Malcolm in the Middle, pela qual foi indicada por três anos consecutivos (2001 a 2003) ao Globo de Ouro na categoria de Melhor atriz comediante de uma série de TV.
Atualmente vive em San Marino, Califórnia.